# ویلیام فیشر (ورزشکار)
ویلیام فیشر (انگلیسی: William Fisher; ۱۴ مارس ۱۹۴۰ – ۶ اکتبر ۲۰۱۸) ورزشکار بوکس اهل بریتانیا بود.
وی در مسابقات کشوری و بین‌المللی در مجموع برندهٔ ۱ مدال برنز شده‌است.